# Marcello Martini (deportato)
Marcello Martini (Prato, 6 febbraio 1930 – Castellamonte, 14 agosto 2019) è stato un partigiano italiano. A 14 anni è con Franco Cetrelli il più giovane tra i deportati politici italiani al campo di concentramento di Mauthausen. Ne sarà anche tra i pochi sopravvissuti.

## Biografia
Nato a Prato nel 1930, Marcello Martini si trova coinvolto giovanissimo con la sua famiglia nelle attività clandestine di resistenza al nazi-fascismo, in sostegno all'emittente clandestina Radio CORA. Il padre di Marcello, Mario Martini, da sempre repubblicano e antifascista, era comandante militare della zona di Prato alle dipendenze del CLN locale, con il nome di battaglia "Niccolai".
Quando le attività della radio clandestina furono scoperte nel giugno 1944, anche l'intera famiglia Martini fu arrestata a Montemurlo (dove erano sfollati), con l'eccezione del padre che riuscì a fuggire. Mentre la mamma e la sorella furono detenute al carcere di Santa Verdiana a Firenze (dal quale furono fatte evadere dai partigiani circa due mesi dopo), Marcello fu subito trasferito al campo di transito di Fossoli, dove rimase dal 12 al 21 giugno 1944.
Deportato al campo di concentramento di Mauthausen assieme ad altre 473 persone, vi giunse il 24 giugno 1944 ed immatricolato col numero 76.430. A 14 anni è con Franco Cetrelli il più giovane tra i deportati politici italiani. È uno dei tanti prigionieri usati come schiavi per l'industria bellica tedesca. Inviato dapprima al sottocampo di Wiener Neustadt, vi trascorre due mesi all'infermeria in seguito ad un grave incidente di lavoro. Quindi nel dicembre 1944 viene trasferito al campo di Hinterbrühl, la fabbrica sotterranea dove si assemblano i primi aerei a reazione tedeschi.
Il primo aprile 1945 è inquadrato nella terribile marcia della morte (220-230 chilometri percorsi in sette giorni) che riporta i prigionieri al campo di concentramento di Mauthausen. Nonostante sia ridotto in condizioni di semi-incoscienza in conseguenza delle fatiche e della fame, Marcello riesce a sopravvivere fino all'arrivo delle truppe americane il 5 maggio.
Rientrato nel luglio 1945 a Prato, può riunirsi agli altri componenti della famiglia, anch'essi scampati alla guerra, e riprendere gli studi interrotti, laureandosi in chimica.
Impegnato da sempre nelle attività dell'ANED, ormai anziano ricorderà la sua esperienza in un libro di memorie, Un Adolescente in Lager. Ciò che gli occhi tuoi hanno visto (Firenze: Giuntina, 2007).
È morto all'età di 89 anni il 14 agosto 2019, nella sua casa di Castellamonte (TO) dove risiedeva ormai da tempo.